# Сигнальний пістолет

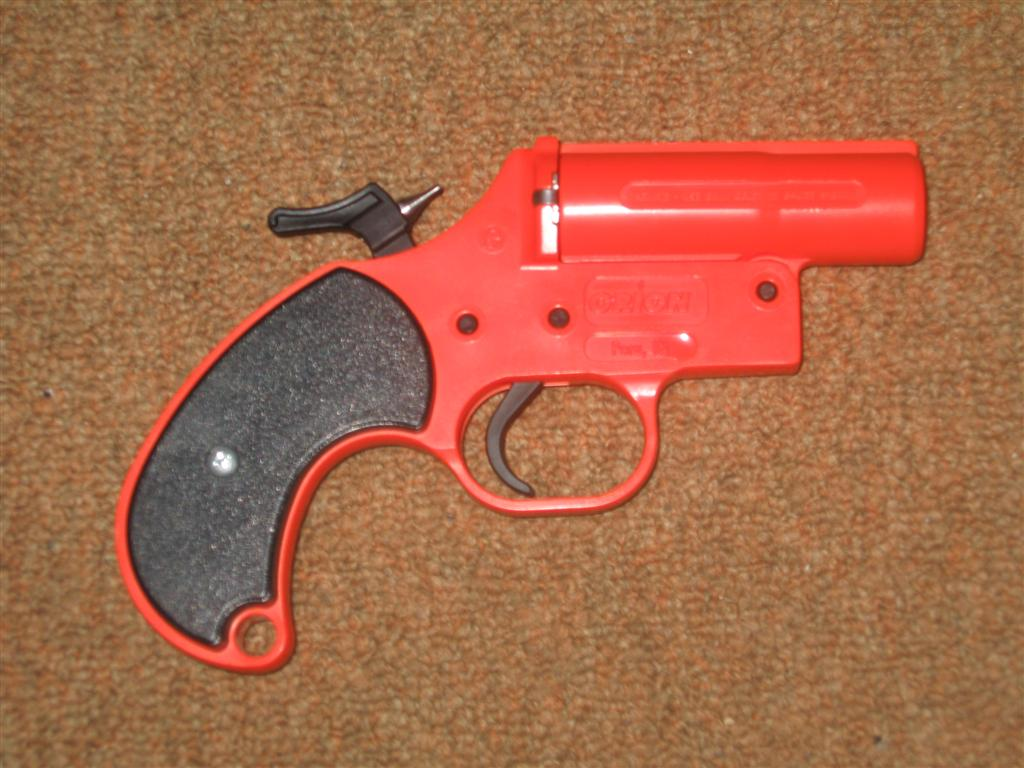
Сучасний сигнальний пістолет

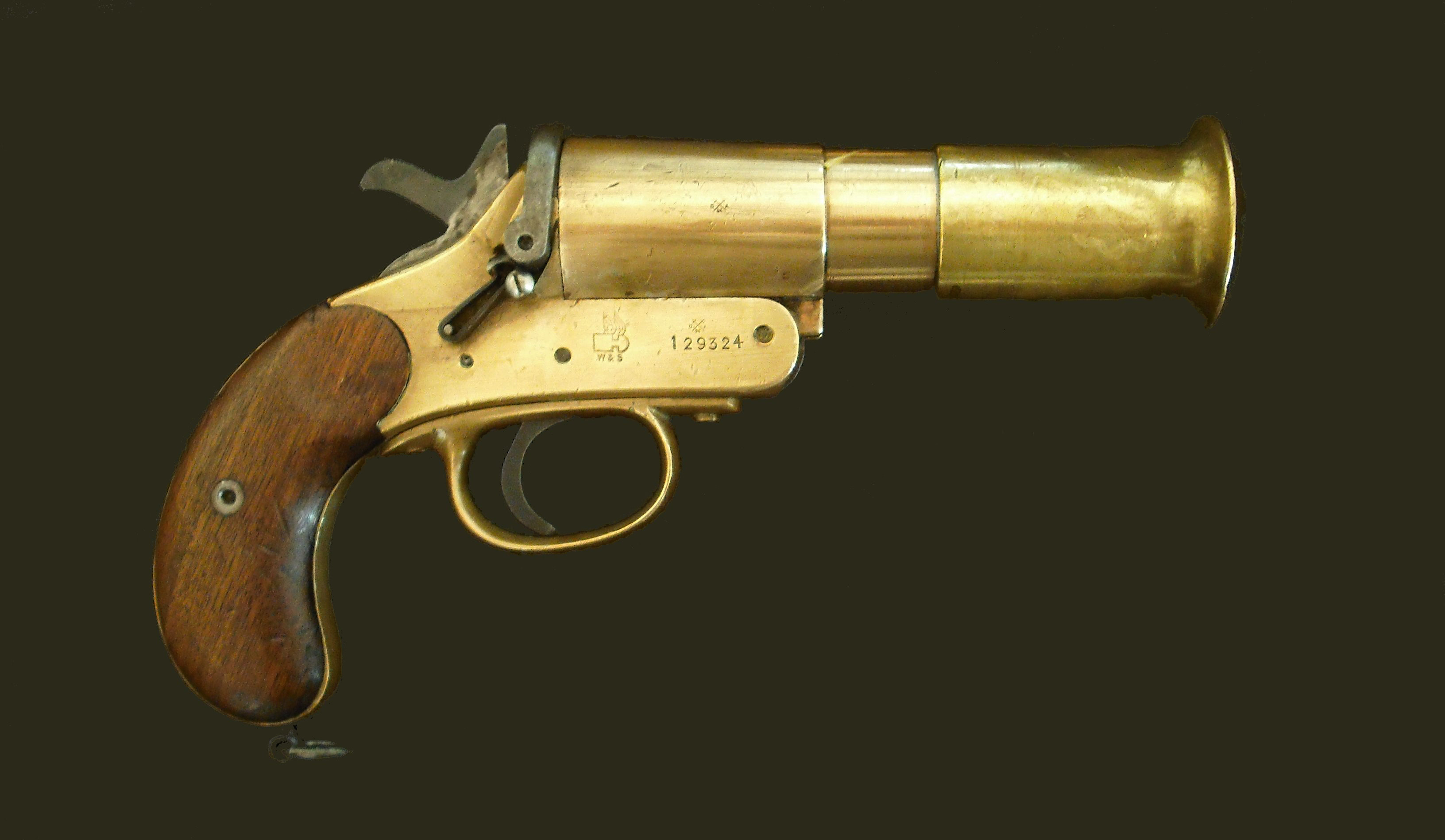
Сигнальний пістолет Webley & Scott Mk III для стрільби сигнальними набоями (ракетами). 1918

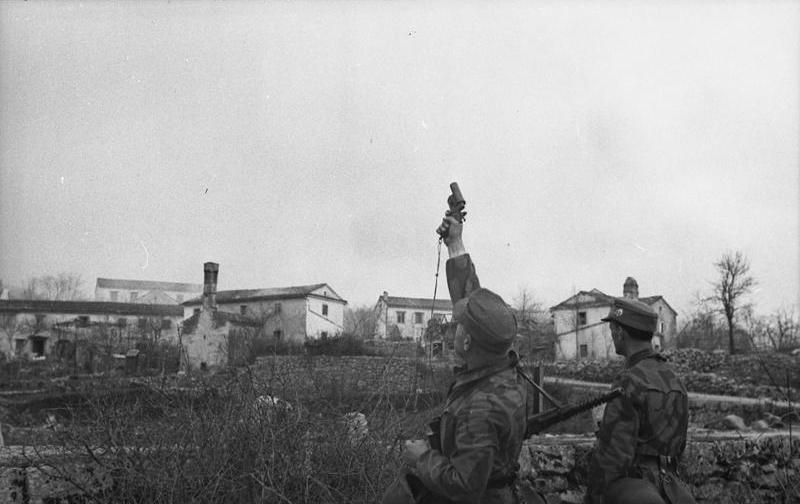
Німецький єгер подає сигнал пострілом з сигнального пістолету для початку проведення поліційної каральної операції. Окупована Югославія. 1943

Сигнальний пістолет — пістолет для стрільби сигнальними, освітлювальними та освітлювально-сигнальними набоями (ракетами). Зазвичай використовується для подачі сигналів управління, взаємодії або оповіщення про лихо, також може використовуватися для інших цілей: стрільби запальними гранатами, газовими патронами.
Іноді сигнальним також називають стартовий пістолет, призначений для подачі звукових сигналів (гучних хлопків) під час спортивних змагань.
Сигнальний пістолет не придатний для використання бойового патрона, конструкція пістолета спеціально розроблена тільки під холостий патрон і будь-які експерименти з типами патронів і переробки дуже небезпечні.

## Зміст
Перші сигнальні пістолети з'явилися у військово-морських силах США у 1870-х роках (пістолет Вері). Найпоширенішим типом став пістолет Вері (англ. Very), названий на честь Едварда Вілсона Very (1847—1910), американського військово-морського офіцера, який розробив і популяризував однозарядний казнозарядний пістолет з казенником, що стріляв сигнальними ракетами. Пістолет оснащувався спусковим механізмом одноразової дії, курком та центральним ударником. Сучасні різновиди пістолетів часто виготовляються з міцного пластику яскравого кольору, що робить їх більш помітними та легшими для застосування в надзвичайній ситуації та допомагає відрізнити їх від звичайної вогнепальної зброї.
Пістолет Вері, що стало типовим для сигнальних пістолетів мав канал ствола в один дюйм (26,5 мм), тепер це відомий «Калібр 4» для сигнальних пістолетів. Новіші моделі з довшим стволом також можуть стріляти сигнальними ракетами, оснащеними парашутами. Багато нових моделей стріляють меншими сигнальними ракетами 12-го калібру. У країнах, де володіння вогнепальною зброєю суворо контролюється, наприклад у Великій Британії, використання пістолетів Very як аварійного обладнання на човнах менш поширене, ніж, наприклад, у США. У таких місцях сигнальні ракети частіше запускають із однозарядних трубчастих пристроїв, які утилізують після використання.
Загалом існує чотири різні калібри сигнальних ракет для стрільби з пістолета: 12-го калібру (18,53 мм), 25 мм, 26,5 мм і 37 мм — перші три найпопулярніші для човнярів.